# Elachertus lapponicus
Elachertus lapponicus är en stekelart som beskrevs av Thomson 1878. Elachertus lapponicus ingår i släktet Elachertus och familjen finglanssteklar. Arten är reproducerande i Sverige. Inga underarter finns listade i Catalogue of Life.